# Bembix harenarum
Bembix harenarum  (лат.) — вид песочных ос рода Bembix из подсемейства Bembicinae (Crabronidae). Обнаружены в южной Африке: ЮАР. Среднего размера осы: длина тела около 2 см. Тело коренастое, чёрное с развитым жёлтым рисунком. Лабрум вытянут вперёд подобно клюву. Гнездятся на супралиторальных песчаных дюнах на южном побережье Африки. Ассоциированы с растениями Apocynaceae (Asclepiadaceae, определено по пыльце на осах). В качестве добычи отмечены мухи Tabanidae. Таксон был впервые описан в 1929 году южноафриканским энтомологом Дж. Арнольдом (G. Arnold) по материалам из Южной Африки
.